# Еміль Абдергальден
Еміль Абдергальден (нім. Emil Abderhalden; 9 березня 1877 — 5 серпня 1950) — швейцарський біохімік.
Працював у Берліні, Галле і Цюриху. Найважливіші його праці присвячені хімії та біологічним властивостям білків, вітамінів, ферментів, гормонів. Еміль Абдергальден відкрив «захисні» ферменти, що виробляються організмом в різноманітних умовах існування.
Похований на кладовищі Флунтерн.